# Fabian Massah

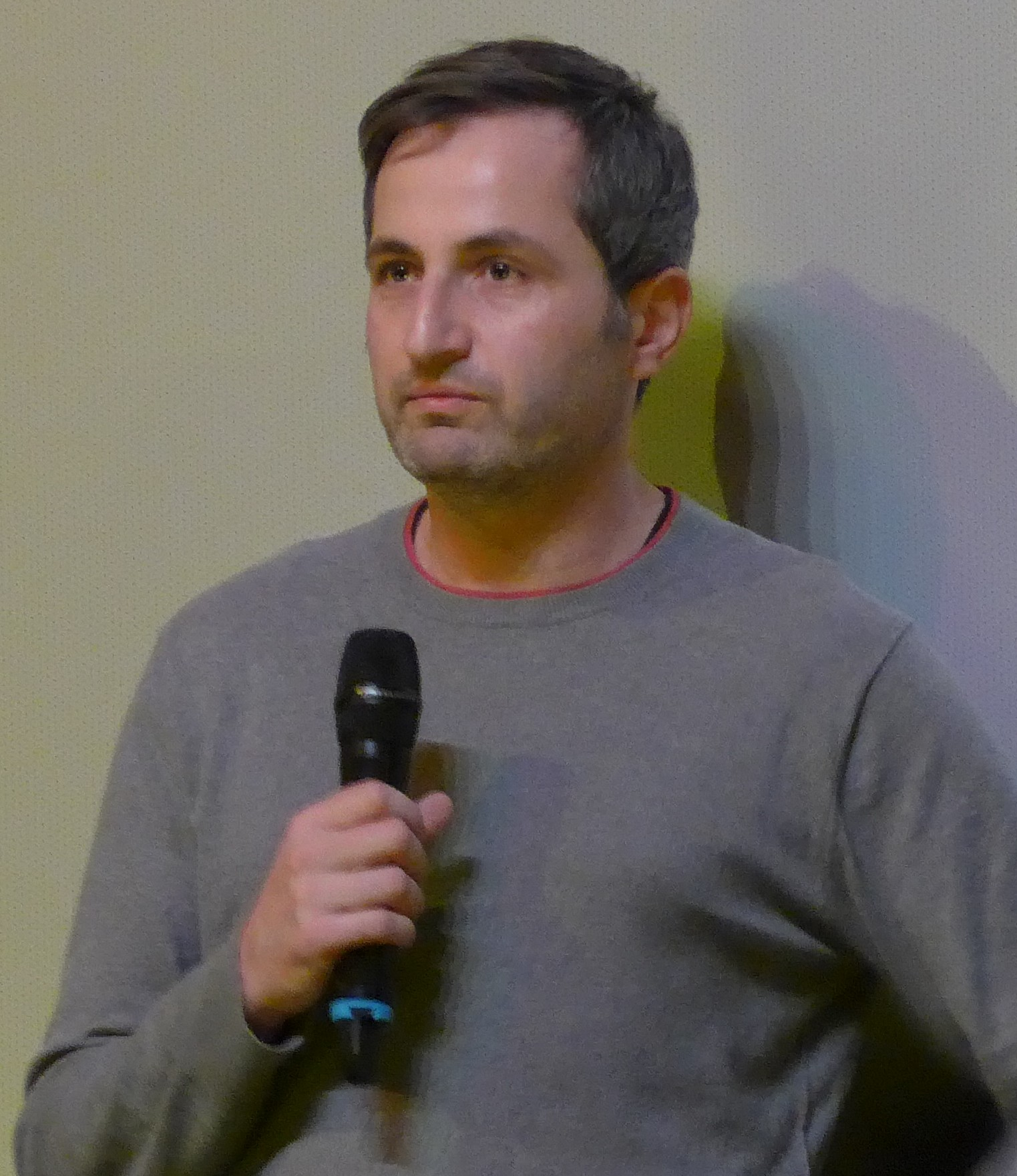
Fabian Massah (Berlinale 2016)

Fabian Massah (* 1974 in Münster) ist ein deutscher Filmproduzent und Gründer der Firma Endorphine Production.

## Leben
Massah studierte zunächst Publizistik an der Freien Universität Berlin und danach, von 1998 bis 2003, Filmproduktion an der Deutschen Film- und Fernsehakademie Berlin. Zum Abschluss des Studiums wurde er mit dem GWFF Produzentenpreis ausgezeichnet und gründete gemeinsam mit Marc Malze die Filmproduktionsfirma Endorphine Production mit Sitz in Berlin und München.
Massah produzierte u. a. die Kinofilme Men On The Bridge (2009), der auf den Filmfestivals in Locarno und Toronto seine Premiere hatte und den Preis für den Besten Film des Internationalen Filmfestivals Istanbul erhielt und Atlantic. (2014), der beim Filmfestival Toronto uraufgeführt wurde. Auf einmal (2016) mit Julia Jentsch, Sebastian Hülk, Luise Heyer und Hanns Zischler hatte seine Weltpremiere auf der Berlinale und wurde dort mit einer Special Mention vom Europa Cinemas Label ausgezeichnet. Los Versos Del Olvido – Im Labyrinth der Erinnerung (2017) startete bei den Internationalen Filmfestspielen von Venedig und erhielt dort u. a. den Preis für das Beste Drehbuch. Der Dokumentarfilm Symphony of Now, ein Remake des Stummfilmklassikers Berlin – Die Sinfonie der Großstadt mit Musik von Frank Wiedemann, Modeselektor, Gudrun Gut, Hans-Joachim Roedelius, Samon Kawamura und Alex.Do, startete 2018 in den Kinos. All The Pretty Little Horses (2020) hatte seine Weltpremiere beim Shanghai International Film Festival.
Massah produzierte mehr als 50 Werbefilme, Industriefilme und Musikvideos.
Beim Cannes Film Festival nahm er 2018 am Producers on the Move Programm teil. Er ist Alumnus des Produzentennetzwerks ACE, Stipendiat der Villa Aurora Los Angeles, Mitglied der Deutschen und der Europäischen Filmakademie sowie des Produzentenverbands.
Neben seiner Arbeit als Filmproduzent engagiert er sich für Innovation und neue Impulse in der Film- und Medienindustrie, unter anderem als Leiter der Sektion EFM Startups des European Film Markets während der Berlinale und als Head of Industry der Filmfest Hamburg Industry Days, der B2B Plattform des Filmfest Hamburg, dem mit mehr als 1.500 akkreditierten Fachleuten zweitgrößten Branchenevent in Deutschland.

## Filmographie
- 2001: Who is Who? (Kurzfilm)
- 2003: Das verräterische Herz (Kurzfilm)
- 2004: Mitfahrer
- 2004: Folge der Feder!
- 2005: Kombat Sechzehn
- 2005: Ballero (Kurzfilm)
- 2006: Vier Minuten
- 2009: Men on the Bridge
- 2013: Luton
- 2014: Atlantic.
- 2016: Auf einmal
- 2017: Los Versos del Olvido – Im Labyrinth der Erinnerung
- 2018: Symphony of Now
- 2020: All the Pretty Little Horses

## Auszeichnungen
- 2002: Bronze Lion beim Cannes Lions International Film Festival of Creativity für The Runner
- 2002: Silver CLIO Award Miami für The Runner
- 2002: One Club Award New York für The Runner
- 2003: GWFF Nachwuchsproduzentenpreis beim Filmfest München
- 2009: Bester Film[3] beim London Turkish Film Festival für Men On The Bridge
- 2009: Bester Film[4] beim Internationalen Filmfestival Istanbul für Men On The Bridge
- 2016: Fipresci-Preis[5] beim Internationalen Filmfestival Istanbul für Auf Einmal
- 2016: Europa Cinemas Special Mention bei der Berlinale für Auf Einmal[6]
- 2017: Grand Prix als Bester Film des Geneva International Film Festival and Forum on Human Rights für Los Versos Del Olvido
- 2017: Orizzonti Preis[7] beim Internationalen Filmfestival Venedig für das Beste Drehbuch für Los Versos Del Olvido
- 2017: Fipresci-Preis[8] beim Internationalen Filmfestival Venedig für Los Versos Del Olvido
- 2017: Interfilm Preis[9] beim Internationalen Filmfestival Venedig für Los Versos Del Olvido
- 2018: Producer On The Move,[10] Cannes
- 2018: Publikumspreis[11] beim Beijing International Film Festival für Los Versos Del Olvido